# Oran (India)
Oran è una suddivisione dell'India, classificata come nagar panchayat, di 6.189 abitanti, situata nel distretto di Banda, nello stato federato dell'Uttar Pradesh. In base al numero di abitanti la città rientra nella classe V (da 5.000 a 9.999 persone).

## Geografia fisica
La città è situata a 25° 22' 60 N e 80° 45' 0 E e ha un'altitudine di 117 m s.l.m..

## Società

### Evoluzione demografica
Al censimento del 2001 la popolazione di Oran assommava a 6.189 persone, delle quali 3.375 maschi e 2.814 femmine. I bambini di età inferiore o uguale ai sei anni assommavano a 1.204, dei quali 661 maschi e 543 femmine. Infine, coloro che erano in grado di saper almeno leggere e scrivere erano 2.851, dei quali 2.001 maschi e 850 femmine.